# Scanorama
Scanorama est un magazine inflight mensuel édité par la compagnie aérienne scandinave SAS pour être distribué gratuitement à bord de ses avions de ligne pendant leurs vols passagers.